# Трикратівська сільська рада
Трикра́тівська сільська́ ра́да — адміністративно-територіальна одиниця та орган місцевого самоврядування в Вознесенському районі Миколаївської області. Адміністративний центр — село Трикрати.

## Загальні відомості
- Населення ради: 2 688 осіб (станом на 2001 рік)

## Населені пункти
Сільській раді підпорядковані населені пункти:
- с. Трикрати
- с. Актове
- с. Вільний Яр
- с. Зоря

## Склад ради
Рада складається з 16 депутатів та голови.
- Голова ради: Багрін Михайло Олександрович
- Секретар ради: Кологрива Наталія Петрівна

### Керівний склад попередніх скликань
| Прізвище, ім'я, по батькові  | Основні відомості                                                        | Дата обрання | Дата звільнення |
| ---------------------------- | ------------------------------------------------------------------------ | ------------ | --------------- |
| Багрін Михайло Олександрович | Селищний голова, 1947 року народження, освіта вища, член Партії регіонів | 11.12.2011   |                 |

Примітка: таблиця складена за даними сайту Верховної Ради України

### Депутати
За результатами місцевих виборів 2010 року депутатами ради стали:

#### За суб'єктами висування
| Суб'єкт висування           | Кількість обраних депутатів | %    |
| --------------------------- | --------------------------- | ---- |
| Партія регіонів             | 9                           | 56,3 |
| Самовисування               | 4                           | 25   |
| Комуністична партія України | 3                           | 18,8 |

#### За округами
| № округу                    | Прізвище, ім'я, по батькові    | Дата визнання обраним | Освіта             | Партійна приналежність            | Відомості про обраного депутата                                          |
| --------------------------- | ------------------------------ | --------------------- | ------------------ | --------------------------------- | ------------------------------------------------------------------------ |
| Комуністична партія України |                                |                       |                    |                                   |                                                                          |
| 2                           | Овчаренко Леонід Павлович      | 04.11.2010            | середня спеціальна | член Комуністичної партії України | тимчасово не працює                                                      |
| 6                           | Ільчанінова Олена Леонідівна   | 04.11.2010            | вища               | член Комуністичної партії України | Трикратівська загальноосвітня школа I-III ст., вчитель                   |
| 7                           | Кологрива Наталія Петрівна     | 04.11.2010            | середня спеціальна | позапартійна                      | Трикратівська сільська Рада, секретар                                    |
| Партія регіонів             |                                |                       |                    |                                   |                                                                          |
| 1                           | Позігун Олександр Анатолійович | 04.11.2010            | середня            | член Партії регіонів              | приватний підприємець                                                    |
| 5                           | Багнюк Вікторія Іванівна       | 04.11.2010            | вища               | член Партії регіонів              | Трикратівська загальноосвітня школа I-III ст., вчитель                   |
| 8                           | Термер Тетяна Вікторівна       | 04.11.2010            | вища               | член Партії регіонів              | Трикратівська загальноосвітня школа I-III ст., вчитель                   |
| 9                           | Лічман Антоніна Борисівна      | 04.11.2010            | вища               | член Партії регіонів              | Трикратівська школа мистецтв, директор                                   |
| 11                          | Овчаренко Віра Василівна       | 04.11.2010            | середня спеціальна | член Партії регіонів              | Трикратівська сільська бібліотека, бібліотекар                           |
| 12                          | Ванденко Тетяна Федорівна      | 04.11.2010            | вища               | член Партії регіонів              | с. Трикрати, підприємець                                                 |
| 14                          | Палієнко Ірина Вікторівна      | 04.11.2010            | середня            | член Партії регіонів              | ЗАТ «Дружба», заготівельник                                              |
| 15                          | Захарченко Людмила Борисівна   | 04.11.2010            | середня спеціальна | член Партії регіонів              | Актовська загальноосвітня школа І-ІІ ст., вчитель                        |
| 16                          | Бойчук Микола Васильович       | 04.11.2010            | середня спеціальна | член Партії регіонів              | Селян-сько-фермерське господарство «Юлія», голова господарства           |
| Самовисування               |                                |                       |                    |                                   |                                                                          |
| 3                           | Озерянська Наталія Павлівна    | 04.11.2010            | середня спеціальна | позапартійна                      | Трикратівська сільська Рада, бухгалтер по охороні здоров'я               |
| 4                           | Бурганенко Світлана Василівна  | 04.11.2010            | середня спеціальна | позапартійна                      | Трикратівська сільська Рада, спеціаліств справах сім'ї, молоді та спорту |
| 10                          | Якушева Юлія Миколаївна        | 04.11.2010            | вища               | позапартійна                      | Центр праці та соц. захисту населення, завідувачка ЦПСЗ                  |
| 13                          | Овчаренко Юлія Анатоліївна     | 04.11.2010            | вища               | позапартійна                      | тимчасово не працює                                                      |